# 夏明翰

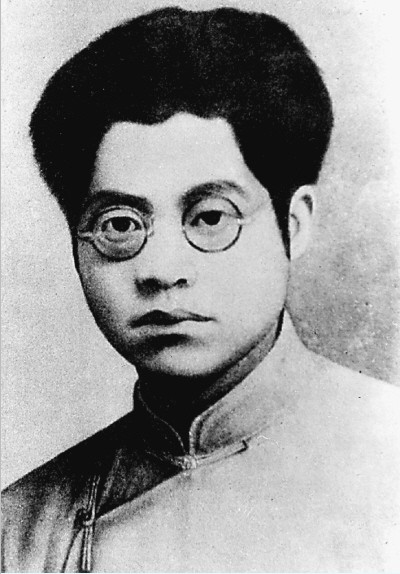
夏明翰

夏明翰（1900年8月1日—1928年3月20日），字桂根，祖籍湖南省衡阳县，生于湖北省秭归县。中國现代诗人、中国共产党党员。

## 早年
1900年农历八月，生于湖北省秭归县的名门望族。1917年春，夏明翰考入湖南省立第三甲种工业学校。在校期间，他积极参加反对北洋军阀的斗争。1919年五四运动在湖南产生影响，夏明翰、蒋先云等和其同学响应湖南省学联的号召，开展了声势浩大的宣传活动，举行罢课，推动罢市，声援北京学生。

## 加入中国共产党
1920年秋，夏明翰在何叔衡的帮助下来到长沙，和毛泽东结识，成为毛泽东创办的湖南自修大学的第一批学员，开始大量阅读共產主義书刊。1921年冬，经毛泽东、何叔衡介绍，夏明翰加入中国共产党。此後，夏明翰等按照中共湖南区委的指示，在长沙从事工人运动，参与并领导和组织长沙人力车工人罢工。 

## 湖南区委

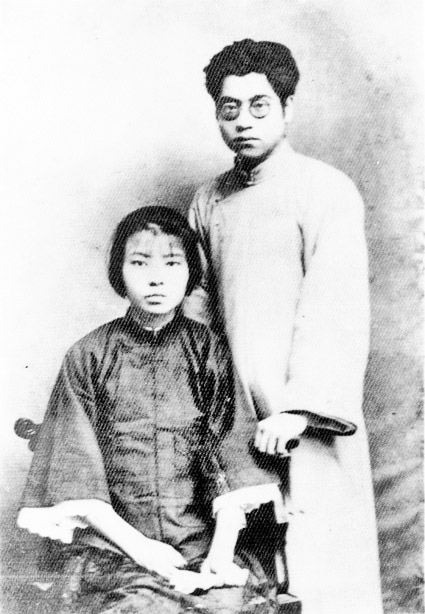
1927年春，夏明翰与妻子郑家均在武昌

1924年，夏明翰担任了中共湖南区委委员、农民部长，且经常化装成农民，在长沙、平江、济阳、湘潭等地做农村调查，了解农民状况，培养农运干部，保送革命青年到广州农民运动讲习所学习，为湖南农民运动培养了大批骨干和积极分子。1927年2月，夏明翰被党调到武汉工作，担任全国农民协会秘书长，兼任毛泽东和中央农民运动讲习所秘书。

## 清黨
1927年4月12日，蔣中正在上海发动清黨，搜捕共產黨。夏明翰闻讯后写道：“越杀胆越大，杀绝也不怕。不斩蒋贼头，何以谢天下！”同年6月，在参加了中共的第五次全国代表大会后，夏明翰被调回湖南，任湖南省委委员兼组织部长。此时长沙剛經歷了“马日事变”，国民政府繼續實施清黨，中共的组织崩潰，活动被迫转入地下。夏明翰回到湖南繼續反抗。 

## 武装暴動
八七会议后，毛泽东从武汉回到湖南，發動秋收起义，夏明翰主要负责联络工作，他扮成农民、商人，到长沙周边各地，向中共的底層组织宣传八七会议和秋收起义的决定，组织民兵。并把自己的两个弟弟和一个妹妹分别派到衡阳、衡山和郴州，发动农民，组织武装暴動，他的弟弟及妹妹在参加起义中先后陣亡。 
1927年9月，毛泽东转向井冈山后，夏明翰等也在中共特派员任弼时的帮助下，改变继续组织全省起义的计划，决定把重點放在發展农民武装，恢复组织，建立苏维埃政权，造成声势，坚持抵抗方面。同年10月，湖南省委派夏明翰兼任平（江）浏（阳）特委书记，先后领导发动了平江、浏阳的农民暴动，对中共井冈山根据地的建立起了推动作用。 
1928年初，夏明翰被调到湖北工作，任中共湖北省委常委，配合新任湖北省委书记郭亮的工作。由于遭背叛，同年3月18日，夏明翰在武汉被捕，但並未招供中共據點位置。3月20日清晨，他被押送到汉口余记里刑场，写下絕命诗： 
砍頭不要緊，只要主義真。
殺了夏明翰，還有後來人。

## 身后
谢觉哉回忆夏明翰时，在夏明翰的遗照的左右两旁亲笔写下了：

砍头不要紧，只要主义真，杀了夏明翰，还有后来人！
这是明翰同志就义时写的诗  见此遗像犹如见其英风凛凛也 一九六零年四月十六日谢觉哉书

从此，夏明翰的就义诗才传遍中国。
2009年9月10日，在中央宣传部、中央组织部、中央统战部、中央文献研究室、中央党史研究室、民政部、人力资源和社会保障部、全国总工会、共青团中央、全国妇联、解放军总政治部等11个部门联合组织的“100位为新中国成立作出突出贡献的英雄模范人物和100位新中国成立以来感动中国人物”评选活动中，夏明翰被评为“100位为新中国成立作出突出贡献的英雄模范人物”。

## 家庭
祖父：夏时济（1852—1923），清朝时中过进士，曾任户部主事，江西、江苏督销局和两江营务处总办。
父亲：夏绍范（1869—1914），曾任归州知州，后任清朝诰授资政大夫，1901年钦加三品衔，后被派赴日本考察政务。
母亲：陈云凤，陈嘉言长女，曾被赐封为诰命夫人，生有4子3女，夏明翰是长子。
- 二弟：夏明震（1906-1928），1928年3月21日在郴州事件中被杀。
- 三弟：夏明霹，湘南学联的骨干成员，衡阳游击斗争领导人，1928年2月28日牺牲。
- 四弟：夏明霁，自幼失聪。
- 大姐：夏明玮
  - 子：邬依庄，又名邬一之，1930年参加红军，在红军某部任指导员，在执行任务中牺牲[5]。
- 二妹：夏明衡，湘南妇女运动领袖，1928年6月牺牲[5]。
- 三妹：夏明瑜
- 妻子：郑家钧，1926年农历九月初四与夏明翰结婚，1975年在长沙去世[6]
  - 女儿：夏芸，又名赤云，夏明翰和妻子郑家钧的独生女[7]。女婿：张景禄，曾任中共九江地委常委、行署副专员[8]。两人育有三子一女。
    - 外孙：张朴，原全国人大常委会办公厅代表工作联络局局长[8]。
    - 外孙：张小谦，现任江西省委宣传部出版处处长[8]。
    - 外孙：张夷难，九江纺织研究所工程师[8]。
    - 外孙女：张夏倩，任申万宏源证券广东分公司总经理[8]。

## 影视作品
- 1985年电影《夏明翰》：巫刚饰演夏明翰[9]。
- 2011年剧情式纪录片《青春作伴》：李炜饰演夏明翰[10]。
- 2012年电视剧《铁血男儿夏明翰》：严屹宽饰演夏明翰[11]。
- 2017年电视剧《秋收起义》：邵如一饰演夏明翰[12]。

## 纪念设施
- 明翰公园：原为1986年兴建的西湖公园[13]，1993年，衡阳市委市政府树立夏明翰铜像于南大门口，并将西湖公园更名为明翰公园。2003年，夏明翰铜像搬至明翰阁西侧的樱花林里，夏明翰妻子郑家钧的骨灰迁至铜像后埋葬[14]。
- 夏明翰故居：夏明翰祖屋位于衡阳县洪市镇礼梓村，始建于清乾隆年间，2005年修葺后正式对外开放[15]。